# Musée René Magritte et Musée d'art abstrait
 (mars 2020).
Si vous disposez d'ouvrages ou d'articles de référence ou si vous connaissez des sites web de qualité traitant du thème abordé ici, merci de compléter l'article en donnant les références utiles à sa vérifiabilité et en les liant à la section « Notes et références ».
Ne doit pas être confondu avec Musée Magritte.
Le Musée René Magritte - Musée d'Art Abstrait est un musée bruxellois dans la maison que le peintre surréaliste occupa pendant 24 ans, située à Jette. Le musée est situé au 135 Rue Esseghem, dans la maison où René Magritte a vécu de 1930 à 1954 et a créé plusieurs de ses chefs-d'œuvre. La collection du musée comprend des peintures, des gouaches et des dessins de l'artiste, des parties du mobilier original de Magritte, des photographies et d'autres documents sur la vie de l'artiste. Cette collection a été recueillie par le promoteur d'art André Garitte, qui a acheté la maison, l'a fait rénover et l'a ouverte au public en juin 1999.
En novembre 2019, le bâtiment mitoyen situé au 137 de la rue Esseghem a été ouvert au public pour présenter la collection d'art abstrait de l'institution. Pas moins de 750 œuvres d'art abstrait majoritairement belge sont présentées en alternance, dans ce qui constitue le premier Musée d'Art Abstrait en Belgique.

## Historique
René Magritte, originaire de la province wallonne du Hainaut , s'est installé à Bruxelles en 1915 à l'âge de 17 ans et a vécu dans sept appartements différents jusqu'à sa mort en 1967. Il n'a interrompu ces années bruxelloises qu'en séjournant dans la banlieue parisienne à Le Perreux-sur-Marne , où il vécut de 1927 à 1930. De retour en Belgique, Magritte et son épouse Georgette louent l'appartement du rez-de-chaussée du 135 de la rue Esseghem. L'artiste y réalise la moitié de son œuvre (800 tableaux), s'inspirant abondamment de son intérieur. L'appartement servira de quartier général au groupe surréaliste bruxellois dont Magritte fait alors partie (Paul Nougé, E. L. T. Mesens, Louis Scutenaire, Irène Hamoir, Paul Colinet, Marcel Mariën). En 1954, Magritte  déménage à Schaerbeek, une commune plus cossue de Bruxelles à l'époque.
Après la mort de Georgette en 1986, il y eut des demandes pour convertir la dernière villa des époux en musée, mais cela a échoué en raison d'un manque de ressources financières et du manque de soutien des institutions de l'État. La villa de Schaerbeek, ainsi que l'inventaire et les biens personnels du Magritte, ont été vendus aux enchères. Le collectionneur d'art André Garitte, originaire d'Anvers, a commencé dans les années suivantes à acquérir des biens des Magritte. Il a finalement acheté l'immeuble au 135 de la rue Esseghem, qui appartenait toujours à la famille des anciens propriétaires de Magritte. À partir de 1993, il fait rénover la maison, qui deviendra le premier musée Magritte de Bruxelles à ouvrir au public en 1999.

## Description
L'ancien appartement de Magritte se situe au rez-de-chaussée d'une maison mitoyenne en brique, typique de la région bruxelloise. La maison ne possède pas de caractéristiques architecturales particulières. L'artiste s'est inspiré de son environnement quotidien dans son œuvre et plusieurs objets de l'appartement se retrouvent dans ses tableaux. Cela comprend la cheminée et les portes vitrées du salon, l'escalier et des détails tels que les poignées de porte. Le réverbère devant la maison apparaît également à plusieurs reprises dans les œuvres de Magritte.
André Garitte a réussi à retrouver environ 70 % du mobilier de Magritte. Le piano Gunther de Georgette, et le mobilier moderniste que Magritte a conçu pour sa femme comme cadeau de mariage sont exposés au musée. L'appartement a été reconstitué à l'identique grâce à des témoignages et des archives photographiques. Ainsi, la couleur unie des murs est authentique.
Magritte avait l'habitude de peindre dans sa salle à manger. En 1932, il fait construire un atelier dans le fond de son jardin, mais il ne l'aime pas pour peindre et l'utilise principalement pour son travail alimentaire de publicitaire.

## L'exposition
En plus de l'appartement au rez-de-chaussée, le musée dispose de deux étages d'exposition. On peut notamment y découvrir des lettres illustrées, des brochures surréalistes ou des articles de journaux. De plus, la collection présente 30 dessins, gouaches et peintures de Magritte. Il s'agit notamment d'œuvres telles que La lampe d'Aladin ou Lola de Valence. Le tableau L'Olympia , qui fait partie de la collection du musée a été volé le 24 septembre 2009 lors d'un hold up. Il a été restitué mais n'est plus exposé.
Une salle du musée est dédiée aux autres surréalistes belge. On peut y découvrir les œuvres de ELT Mesens, Marcel Mariën, Paul Delvaux, Rachel Baes, Jane Graverol, ou encore Pierre Sanders.

## Musée d'Art Abstrait
Depuis novembre 2019, un musée d'Art Abstrait a ouvert ses portes à côté du musée René Magritte et lui est relié. Les deux musées se visitent de manière combinée.
Le musée abrite surtout de l’art abstrait belge, une collection de plus de 750 œuvres dont un tiers est exposé de manière permanente. Le deuxième étage présente l’avant-garde historique des années 1920 avec, entre autres, comme figures majeures Victor Servranckx, Georges Vantongerloo, Jozef Peeters et Pierre-Louis Flouquet. René Magritte peignait initialement dans ce style et il était proche de ces artistes. Le rez-de-chaussée et le troisième étage présentent la deuxième génération d’abstraits (des années 50 jusqu’aux années 80 et après), aussi bien géométrique que lyrique (Pierre Alechinsky, Pol Bury, Gaston Bertrand, Jean Rets, Jo Delahaut…).